# Józef Chmielewski (przedsiębiorca)
Józef Antoni Chmielewski (ur. 4 lutego 1878 w Sanoku, zm. 12 listopada 1956 w Krakowie) – polski inżynier architekt, przedsiębiorca, który uratował swoich robotników przed zagładą w obozach koncentracyjnych.

## Życiorys
W 1897 zdał egzamin dojrzałości w C. K. Gimnazjum św. Anny w Krakowie. W 1909 uzyskał dyplom inżyniera architekta na politechnice w Monachium. Po powrocie do kraju w latach 1911 i 1912 pełnił funkcję inspektora budownictwa w Krakowie. Następnie w 1916 został zawiadowcą Krajowego Towarzystwa Budowlanego w Krakowie. Po śmierci ojca w 1920 zaopiekował się matką oraz dwiema młodszymi siostrami, które do końca życia wspierał finansowo. Nigdy się nie ożenił.
W czasie II wojny światowej założył przedsiębiorstwo pod nazwą „Barackenwerk”, które zajmowało się produkcją gotowych elementów do składania drewnianych domków. Zatrudniał w nim Polaków, w tym artystów i uczonych, oraz Żydów – często na stanowiskach fikcyjnych, które chroniły ich przed wywiezieniem do obozów koncentracyjnych. Żydzi wykonywali najcięższą pracę, byli transportowani do firmy z obozu w Płaszowie razem z robotnikami Oskara Schindlera. Zapłatą za ich pracę była miska zupy i kawałek chleba. Pracowali na tzw. trzecim placu, gdzie doprowadzony był tor kolejowy. W marcu 1943 z inicjatywy przedsiębiorców z Zabłocia została stworzona filia płaszowskiego obozu – miało to chronić więźniów przed komendantem obozu Amonem Göthem oraz jego współpracownikami. Gdy Niemcy postanowili zamknąć obóz w Płaszowie, Chmielewski postarał się, aby jego firma została włączona pod zarząd Organisation Todt, zajmującej się budową i wyposażaniem obiektów o strategicznym znaczeniu wojskowym. Pracownicy Chmielewskiego (ok. 200 Polaków i 400 Żydów) pozostali w Krakowie i tu doczekali wyzwolenia. Firma znajdowała się w Krakowie między ulicą Zabłocie i Przemysłową. Od wschodu graniczyła z młynem „Ziarno”, a od wschodu z fabryką naczyń emaliowanych Oskara Schindlera. Główne wejście znajdowało się przy ulicy Zabłocie 21. Po wojnie mieściła się tam fabryka kosmetyków „Miraculum”.
Pod koniec życia pracował jako nauczyciel w Państwowej Szkole Przemysłowej w Krakowie oraz w Technikum Budownictwa Przemysłowego. Był inspektorem Nadzoru Budownictwa Przemysłowego. Należał do NOT, SARP, TPSP. Był zaprzysiężonym biegłym sądowym do spraw budownictwa. Po stracie całego majątku na skutek zmian w polityce własnościowej i fiskalnej państwa, wprowadzonych przez komunistów po 1945, żył w biedzie. Zmarł 12 listopada 1956 w Krakowie. Został pochowany na cmentarzu Rakowickim w Krakowie.

## Książka
Historię Chmielewskiego opisała w swojej książce Zaginiona lista sąsiada Schindlera jego siostrzenica, dr Maria S. Młynarska Zaginiona lista sąsiada Schindlera